# Anatolij Sawin
Anatolij Iwanowicz Sawin (ros. Анато́лий Ива́нович Са́вин, ur. 6 kwietnia 1920 w Ostaszkowie, zm. 27 marca 2016 w Moskwie) – radziecki i rosyjski naukowiec, Bohater Pracy Socjalistycznej (1976).

## Życiorys
Skończył szkołę podstawową w Ostaszkowie, później szkołę średnią w Smoleńsku, następnie studiował w Moskiewskiej Wyższej Szkole Technicznej im. Baumana, po ataku Niemiec na ZSRR został ewakuowany do miasta Gorki (obecnie Niżny Nowogród). W 1942 został szefem działu konstruktorskiego, a 1943 głównym konstruktorem fabryki nr 92; wniósł znaczny wkład w skonstruowanie armaty czołgowej ZiS-S-53 i armaty przeciwczołgowej ZiS-2. W 1946 ukończył Moskiewską Wyższą Szkołę Techniczną im. Baumana, jako szef biura konstruktorskiego brał udział w pracach nad projektem atomowym w ZSRR, 1951 został przeniesiony do Biura Konstruktorskiego nr 1 przy 3 Głównym Zarządzie Rady Ministrów ZSRR, gdzie został zastępcą szefa działu konstruktorskiego i zastępcą głównego konstruktora. Od 1953 był zastępcą głównego konstruktora, a od 1960 głównym konstruktorem Specjalnego Biura Konstruktorskiego-41, brał udział w pracach nad systemami obrony powietrznej ZSRR. W 1959 został kandydatem, a w 1965 doktorem nauk technicznych. W 1973 na bazie kolektywu OKB-41 powstał Centralny Naukowo-Badawczy Instytut "Kometa" (od 1979: Centralne Zjednoczenie Naukowo-Produkcyjne "Kometa", którego konstruktorem generalnym i dyrektorem generalnym w latach 1973-1999 był Sawin. W maju 199 został kierownikiem naukowym FGUP CNII "Kometa", a maju 2004 generalnym konstruktorem OAO Koncern "PWO Ałmaz - Antej", a w maju 2007 jego kierownikiem naukowym. W 1979 został członkiem korespondentem, a 1984 akademikiem Akademii Nauk ZSRR.

## Odznaczenia i nagrody
- Medal Sierp i Młot Bohatera Pracy Socjalistycznej (15 września 1976)
- Order Lenina (czterokrotnie - 6 czerwca 1945, 8 grudnia 1951, 26 kwietnia 1971 i 15 września 1976)
- Order „Za zasługi dla Ojczyzny” II klasy (6 kwietnia 2010)
- Order „Za zasługi dla Ojczyzny” III klasy (26 czerwca 1995)
- Order Czerwonego Sztandaru Pracy (trzykrotnie - 5 stycznia 1944, 29 października 1949 i 20 kwietnia 1956)
- Order Wojny Ojczyźnianej II klasy (18 listopada 1944)
- Nagroda Leninowska (1972)
- Nagroda Stalinowska (trzykrotnie - 1946, 1949 i 1951)
- Nagroda Państwowa ZSRR (1981)
- Nagroda Państwowa Federacji Rosyjskiej (1999)
- Złoty Medal im. Popowa RAN (2010)